# Cathédrale Notre-Dame-de-la-Sagesse de Butare
La cathédrale Notre-Dame-de-la-Sagesse, ou simplement la cathédrale de Butare, est un édifice religieux appartenant à l'Église catholique situé dans la ville de Butare, dans la partie sud du Rwanda. 
C'est la plus grande cathédrale de la nation, qui a été construite dans les années 1930, lorsque Butare (connue sous le nom d'Astrida jusqu'en 1962) était la capitale coloniale pour commémorer la vie d'Astrid de Suède, reine consort des Belges jusqu'en 1935. 
La cathédrale suit le rite romain ou latin et sert de siège au diocèse de Butare (Dioecesis Butarensis) qui a été érigé en 1961 par le pape Jean XXIII par la bulle Gaudet sanctum. 

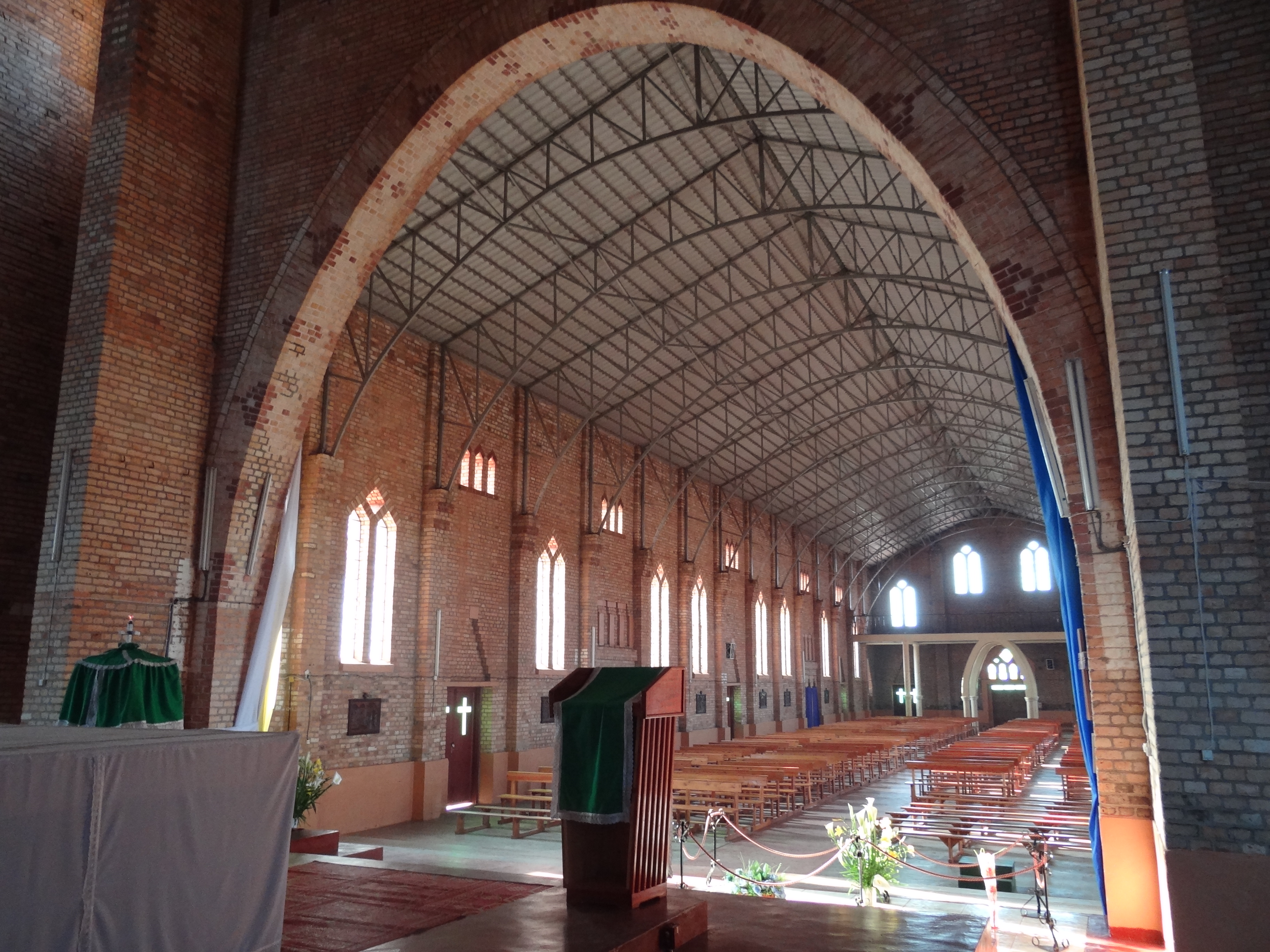
Intérieur de la cathédrale.

## Voir également

### Articles liés
- Église catholique au Rwanda
- Cathédrale Notre-Dame-de-l'Immaculée-Conception de Kabgayi